# Anolis luteogularis
Anolis luteogularis este o specie de șopârle din genul Anolis, familia Polychrotidae, descrisă de Mary Noble și Hassler 1935.

## Subspecii
Această specie cuprinde următoarele subspecii:
- A. l. luteogularis
- A. l. calceus
- A. l. coctilis
- A. l. delacruzi
- A. l. hassleri
- A. l. jaumei
- A. l. nivevultus
- A. l. sanfelipensis
- A. l. sectilis